# Coelotanypus concinnus
Coelotanypus concinnus är en tvåvingeart som först beskrevs av Daniel William Coquillett 1895.  Coelotanypus concinnus ingår i släktet Coelotanypus och familjen fjädermyggor. Inga underarter finns listade i Catalogue of Life.